# Colossal
Colossal es una película de ciencia ficción y drama coproducida entre Canadá y España, dirigida y escrita por Nacho Vigalondo y protagonizada por Anne Hathaway, Dan Stevens, Jason Sudeikis, Austin Stowell y Tim Blake Nelson.
El film fue estrenado mundialmente en el Toronto International Film Festival. Fue estrenada en cines el 7 de abril de 2017 por NEON; el estreno podría verse retrasado debido a una demanda por parte de Toho con el argumento de haber usado material de Godzilla (2014).

## Argumento
Gloria es una escritora en paro que lucha contra el alcoholismo. Su novio Tim, frustrado por su comportamiento errante, rompe con ella y la echa de su apartamento de Nueva York. Obligada a volver a su casa familiar en Mainhead, New Hampshire, Gloria se reencuentra con su amigo de la infancia Oscar, que ahora regenta el bar de su difunto padre. Oscar acoge calurosamente a Gloria y le ofrece un trabajo en el bar, que ella acepta.
El trabajo en el bar agrava el problema de Gloria con el alcohol. Después de cada turno, bebe con Oscar y sus amigos, Garth y Joel, hasta el amanecer, y luego duerme la mona en su casa de la infancia, casi vacía. Al mismo tiempo, un monstruo reptiliano gigante aparece en Seúl, dejando muerte y destrucción a su paso. Gloria se da cuenta de que cuando camina por un parque infantil local exactamente a las 8:05 de la mañana, provoca la manifestación del monstruo y puede controlarlo a distancia.
Gloria comparte su descubrimiento con Óscar y sus amigos bailando en el parque mientras ellos ven un noticiario en el que el monstruo imita sus movimientos. Un helicóptero lanza un misil contra el monstruo, lo que causa dolor a Gloria y la impulsa a atacar y destruir el helicóptero, matando a los pilotos que iban a bordo. Horrorizada por lo que acaba de hacer, entra en pánico y se desploma, causando una destrucción generalizada. Al despertarse, descubre que un Oscar encantado también se ha manifestado en Seúl, pero como un robot gigante. Intenta enmendar su error haciendo que el monstruo deletree una disculpa en coreano, para deleite de la población y los medios de comunicación surcoreanos. Comienza a evitar tanto el patio de recreo como el alcohol.
Tras pasar la noche con Joel, Gloria descubre a un Oscar borracho que controla el robot para burlarse de Corea del Sur. Tras un tenso enfrentamiento, le obliga a marcharse. Oscar cree que ha pasado algo entre Gloria y Joel y se pone celoso. Esa noche, insulta borracho a sus amigos en el bar y exige a Gloria que se tome una cerveza, amenazándola con volver al patio si se niega. A la mañana siguiente, un Oscar sobrio se disculpa con Gloria.
Tim llega a la ciudad para ver a Gloria, pero se muestra irritado y desdeñoso con su situación vital antes de disculparse. Al encontrarse con Tim en el bar, Oscar provoca un enfrentamiento encendiendo fuegos artificiales en el interior. Tim intenta que Gloria se vaya con él, pero ella se queda para frenar el comportamiento destructivo de Oscar. Oscar acude más tarde a su casa para impedir que vuelva con Tim.
Un flashback revela que Gloria hizo un diorama de papel de Seúl como proyecto escolar. Cuando sale volando por lo que más tarde se convertiría en el patio de recreo, Oscar lo recupera pero, celoso de que sea mejor que el suyo, lo destroza. La ira de Gloria desencadena un rayo que les alcanza a ellos, al robot de juguete de Óscar y a su monstruo reptiliano de juguete. De vuelta al presente, Gloria reconoce que el comportamiento manipulador de Oscar surge de su odio hacia sí mismo por no haber llegado nunca a nada, y que el robot se manifiesta como su forma de hacerse sentir importante. Decide marcharse de la ciudad con Tim.
Gloria y Oscar corren hacia el patio de recreo. Ella llega primero e intenta luchar contra él, pero él la incapacita y destruye gran parte de Seúl, matando a mucha gente. Él le dice a Gloria que es libre de marcharse si lo desea, pero que cada mañana que ella permanezca ausente, él dará un paseo por el patio de recreo. Ella decide marcharse y vuela a Corea del Sur. Gloria se disculpa por teléfono con Tim por no haberse ido con él, pero insiste en que no le debe explicaciones, ya que él había puesto fin a su relación. A las 8:05 de la mañana en Estados Unidos, Oscar cumple su amenaza y hace que el robot gigante se manifieste en Seúl. Gloria camina hacia él en Seúl, haciendo que su monstruo aparezca en el parque infantil de su casa. Su monstruo atrapa a Oscar y lo lanza lejos en el horizonte, haciendo que el robot desaparezca.
Gloria se retira a un bar y pregunta a la camarera si le gustaría escuchar una historia increíble. La camarera le dice que sí y le ofrece una copa, a lo que Gloria suspira.

## Reparto
- Anne Hathaway como Gloria.[1]
- Dan Stevens como Tim, exnovio de Gloria.[2]
- Jason Sudeikis como Oscar.[3]
- Austin Stowell como Joel.[4]
- Tim Blake Nelson como Garth.[5]

## Estreno
La cinta fue estrenada mundialmente en el Toronto International Film Festival el 9 de septiembre de 2016. Poco después los derechos de distribución fueron adquiridos por una compañía anónima que posteriormente resultó ser la nueva compañía de distribución sin nombre de Tom Quinn y Tim League, NEON. La película fue proyectada en el Festival de Cine de Sundance el 20 de enero de 2017. El film fue estrenado en Estados Unidos y otros países el 7 de abril de 2017.